# Mare Moscoviense
Mer de Moscovie

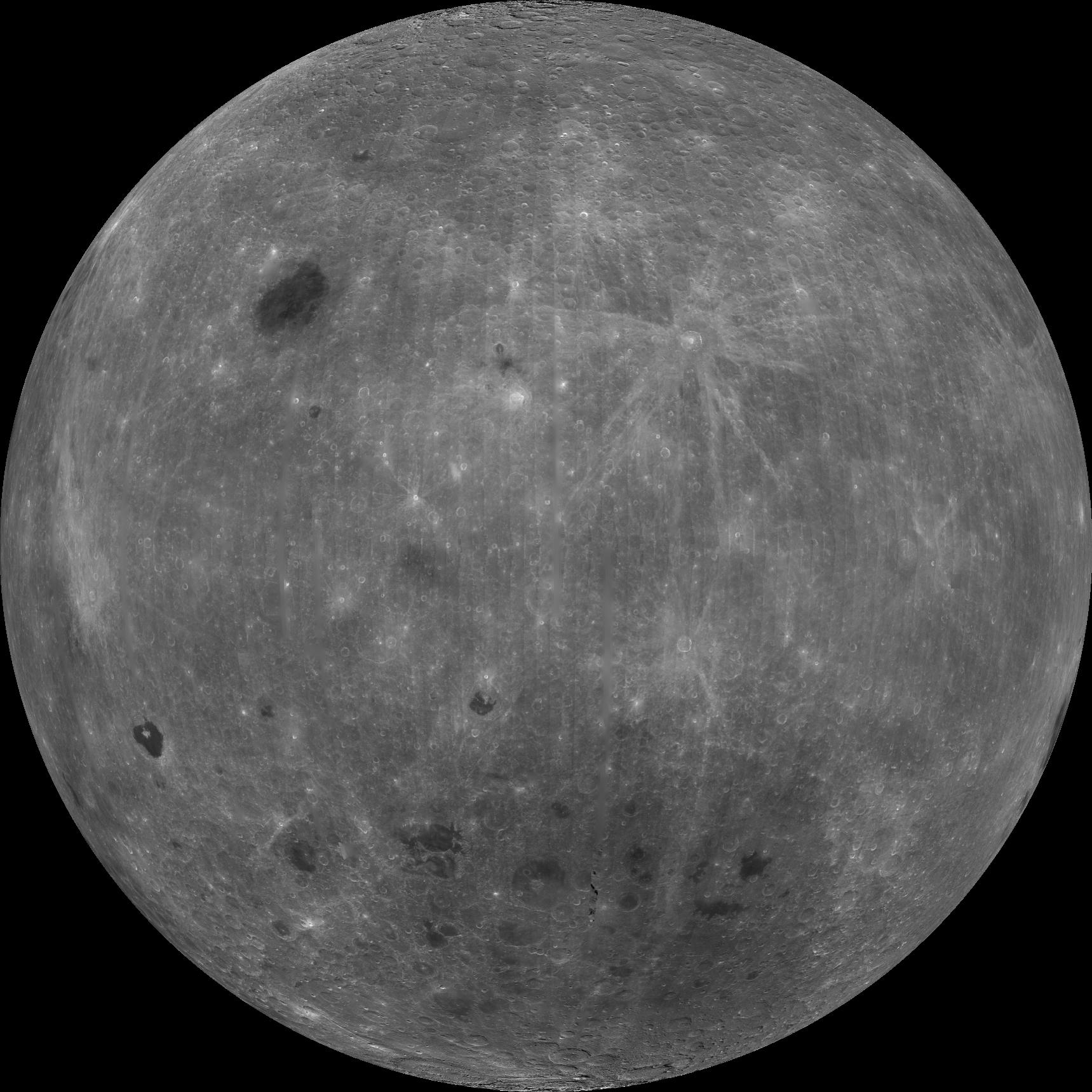
La face cachée de la lune. Mare Moscoviense est la zone sombre en haut à gauche

Mare Moscoviense (mer de Moscovie) est une des rares mers lunaires situées sur la face cachée de la Lune. Cette mer est relativement mince (comme Mare Marginis) et se situe à une altitude sensiblement plus basse que son voisinage. Très peu de bassins d'impact de la face cachée de la Lune ont une profondeur suffisante pour permettre la formation d'une mare par inondation de lave.
Le matériau du bassin remonte à l'ère du nectarien, tandis que celui de la mare est de l'imbrien supérieur.
Les cratères notables de cette mer sont Komarov (au sud-est) et Titov (au nord).
Mare Moscoviense est une des deux seules maria entièrement situées sur la face cachée de la Lune,,.
La région a été nommée Mare Moscovrae, après que les premières images de la face cachée de la Lune eurent été renvoyées par la sonde Luna 3. Mais l'Union astronomique internationale adopte en 1961 le nom Mare Moscoviense (« mer de Moscovie »),. En français, la mer reste connue comme la « mer de Moscou »,,.